# 잭 웰치
잭 웰치(영어: Jack Welch, 1935년 11월 19일 ~ 2020년 3월 1일)는 미국의 실업가이다. 1981년부터 2001년까지 미국의 제조업체인 제너럴 일렉트릭사의 회장직과 최고 경영자(CEO)직을 역임하였다.
"전설적인 경영자"라는 별명을 가지고 있다. 본래 이름은 존 프랜시스 웰치 2세(John Francis Welch Jr.)이며, 1935년 11월 19일 미국 매사추세츠주의 세일럼에서 태어났다. 2009년 현재 개인 재산은 약 7억 2천 달러(8천 4백억 원)이다.
1935년 11월 19일 매사추세츠 주의 세일럼에서 철도기관사였던 존 웰치와 가정주부였던 그레이스 웰치 사이에서 태어났다. 1957년에 매사추세츠 대학교 애머스트에서 졸업했으며, 1960년에 일리노이 대학교 어바나-샴페인에서 박사학위를 취득했다. 박사학위를 받은 같은 해에 제너럴 일렉트릭 사에 엔지니어로 입사했다. 1972년에 부사장으로 승진, 1979년에는 부회장 직을 맡았으며, 1981년에는 제너럴 일렉트릭 역사상 최연소 회장 겸 최고 경영자가 되었다. 1999년에는 <포춘>잡지에서 "20 세기 최고의 경영자"로 선정되었다.
잭 웰치는 1980년과 90년대에 미국의 정리 해고 열풍을 불러 일으킨 인물로 유명하다. 그의 경영 기법은 대규모 정리 해고를 통한 자본력 구조 조정과, 기업의 인수 합병 (mergers and acquisitions) 및 국제화 추진에 있다. "세계 1위 또는 2위가 될 수없는 사업에서는 철수한다"는 경영 방식으로 제너럴 일렉트릭을 이끌어 나갔다.
2020년 3월 1일, 뉴욕 맨해튼의 자택에서 숨졌다.